# Serhij Schkarlet

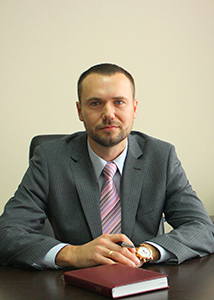
Serhij Schkarlet, 2010

Serhij Mykolajowytsch Schkarlet (ukrainisch Сергій Миколайович Шкарлет; * 19. Oktober 1972 in Qoʻqon, UsSSR, Sowjetunion) ist ein ukrainischer Politiker und seit dem 25. Juni 2020 der ukrainische Minister für Bildung und Wissenschaft im Kabinett Schmyhal.

## Politische Karriere
Serhij Schkarlet wurde am 25. Juni 2020 zum Nachfolger von Ljubomyra Mandsij als Minister für Bildung und Wissenschaft ernannt. Am 18. März 2023 wurde angekündigt, dass er auf eigenen Wunsch in der nächsten Woche zurücktritt und von Oksen Lisowyj ersetzt wird.